# Ahmet Şık

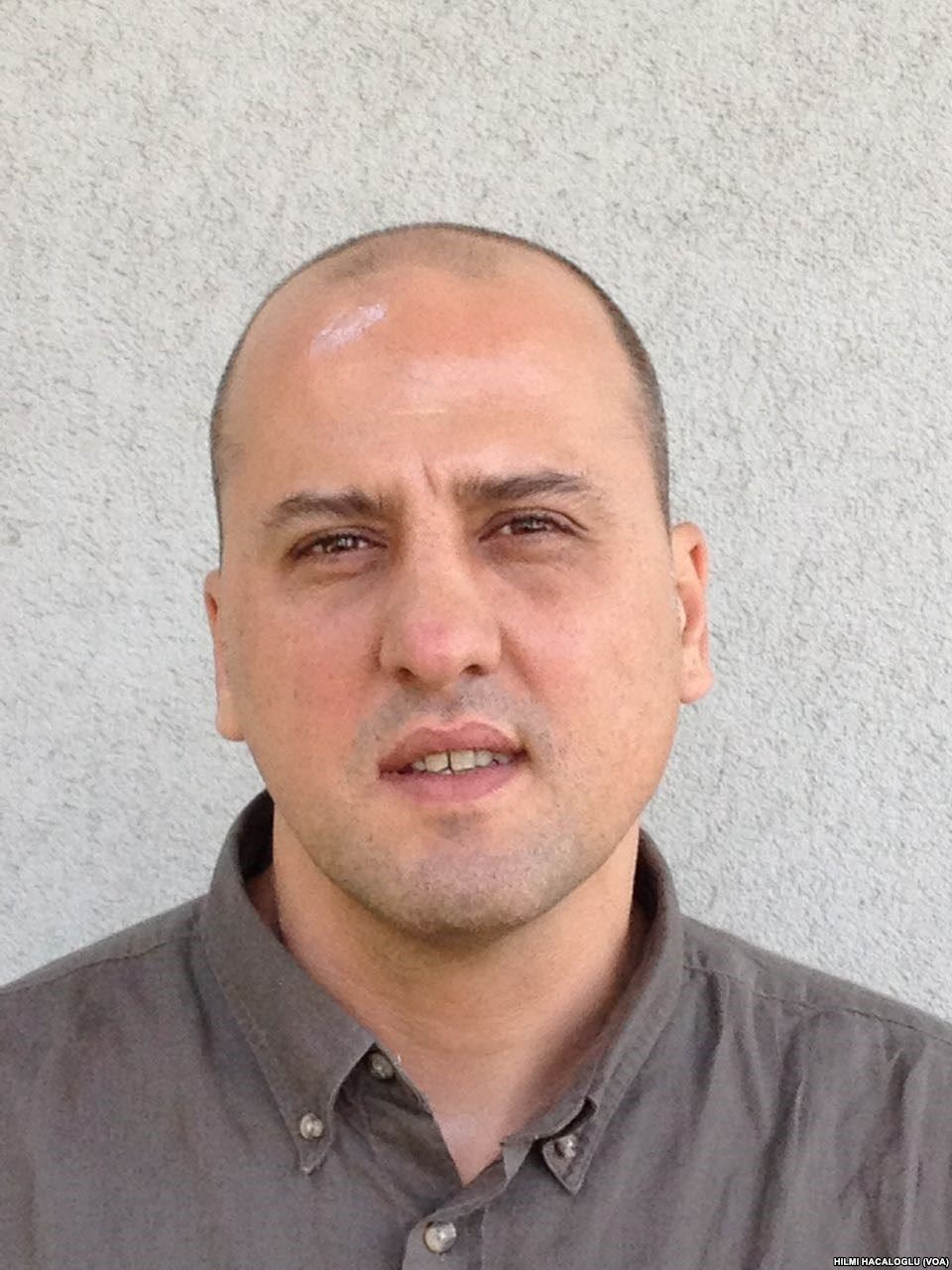
Ahmet Şık, Dezember 2016

Ahmet Şık (* 1970 in Adana) ist ein türkischer Autor, Gewerkschafter, investigativer Journalist und Abgeordneter im Türkischen Parlament der 27. Legislaturperiode. Berühmt geworden ist Şık durch ein Buch, es gilt als Ikone des investigativen Journalismus in der Türkei. Das Buchmanuskript Die Armee des Imam über die Gülen-Bewegung wurde vor Erscheinen beschlagnahmt und galt als das „gefährlichste Buch des Landes“. Şık ist verheiratet mit Yonca Şık.

## Leben
Şık absolvierte an der Fakultät der Kommunikationswissenschaften an der Universität Istanbul eine Ausbildung zum Journalisten. Zwischen 1991 und 2007 arbeitete er für die türkische Zeitschrift Nokta und die türkischen Tageszeitungen Milliyet, Cumhuriyet, Evrensel, Yeni Yüzyıl und Radikal. Für Reuters war er außerdem als Fotograf tätig. Seine gewerkschaftlichen Tätigkeiten sollen zu Konflikten mit seinen Arbeitgebern geführt haben, so dass er sein Arbeitsfeld vom Journalismus zur akademischen Beschäftigung verschob. Şık lehrte Journalismus an der Bilgi-Universität in Istanbul. Şık ist Mitglied in der Gewerkschaft der Journalisten „Türkiye Gazeteciler Sendikası (TGS)“ und dem Verein zeitgenössischer Journalisten „Çağdaş Gazeteciler Derneği (ÇGD)“. Er ist bekannt für seine Artikel zu Menschenrechtsangelegenheiten und Arbeitsethik in Publikationen von Nichtregierungsorganisationen. Şık gehörte zu den Autoren des Magazins Nokta, die 2007 in einem Artikel über Putschversuche der Streitkräfte berichteten und damit zur Ergenekon-Enthüllung beitrugen.

## Erste Anklagen
Wegen einer Reportage nach dem Mord an dem armenisch-türkischen Journalisten Hrant Dink, in der er das Militär dazu aufrief, sich nicht in die innere Sicherheit einzumischen, und einer Reportage über eine Inhaftierte im Bayrampaşa-Gefängnis wurde gegen Şık wegen eines Verstoßes gegen den Artikel 301 des türkischen Strafgesetzbuchs Anklage erhoben. Im April 2008 wurden er und die interviewte Frau freigesprochen.
Im Juni 2010 wurden Ertuğrul Mavioğlu und Ahmet Şık wegen ihres Buches Vierzig Maulesel, vierzig Hackbeile (tr: Kırk Katır, Kırk Satır) angeklagt, das sich in zwei Bänden mit dem Ergenekon-Verfahren auseinandersetzt, unter dem Vorwurf, gegen die Geheimhaltung von Dokumenten verstoßen zu haben. Auch dieses Verfahren endete mit einem Freispruch.

## Verhaftung im März 2011
Am 3. März 2011 wurden elf Personen in Istanbul und Ankara festgenommen, darunter Ahmet Şık und sein Kollege Nedim Şener. Die Polizei durchsuchte Räume und beschlagnahmte Computer, CDs und die gesamten Archive. Die Festnahme verursachte Schock und Entrüstung. Neun der elf festgenommenen Personen, darunter Şık und Şener, kamen am 6. März 2011 unter dem Vorwurf, Mitglied des Geheimbundes Ergenekon zu sein, in Untersuchungshaft.
Im Zusammenhang mit den Festnahmen ließen die Ermittlungsrichter das bislang unveröffentlichte Buch Imamın Ordusu (deutsch: Die Armee des Imam) verbieten. Das Buch ziele auf die Desinformation der Öffentlichkeit und lasse den Ergenekon-Mitgliedern moralische Unterstützung zukommen, deshalb handle es sich um das Dokument einer terroristischen Vereinigung, welches zu beschlagnahmen sei. Wer das Dokument nicht den Behörden übergebe, könne gemäß Artikel 124 des türkischen Strafgesetzbuches bestraft werden. Dadurch soll sogar der Besitz des Manuskripts unter Strafandrohung gestellt worden sein. Die Şık vertretende Anwaltskanzlei, ein Verlag und die Räume der Tageszeitung Radikal wurden durchsucht. Die Verhaftung von Ahmet Şık war ein Mitgrund für den im März 2011 aus Protest erfolgten Rücktritt der Richterin Emine Ülker Tarhan in Ankara. Tarhan kritisierte, die Meinungs- und Pressefreiheit werde in der Türkei „mit Füßen getreten“, obwohl sie durch internationale Abkommen und die Verfassung geschützt sein sollte.

### ManuskriptDie Armee des Imam
In dem noch unveröffentlichten Buchmanuskript mit dem Titel Die Armee des Imam beschrieb Şık den Einfluss der Bewegung des Predigers Fethullah Gülen, der mit Abstand einflussreichsten islamischen Bruderschaft der Türkei, die ab Mitte der 1980er Jahre Polizei und Justiz systematisch unterwandert hatte. Şık habe herausgefunden, so sein Anwalt Fikret İlkiz, dass bereits 80 Prozent des türkischen Polizeiapparates zur Gülen-Bewegung gehören. Dem Buch zufolge begann die Unterwanderung in der Personalabteilung der Polizei. Şık hatte Angaben zu Beförderungen und Versetzungen von Beamten kritisiert, die der Gülen-Bewegung angehören oder ihnen kritisch gegenüberstehen. Die Frage, ob die Polizei der bewaffnete Arm der Gülen-Bewegung sei, führte zum Titel des Buches.
Am 31. März 2011 wurde eine Kopie des Entwurfs zu Die Armee des Imam unter dem Titel Wer berührt, verbrennt (tr: dokunan yanar) ins Internet gestellt. Bereits am ersten Tag wurde sie über hunderttausend Mal heruntergeladen. Der Facebook-Gruppe „Auch ich habe das Buch von Ahmet Şık“ (Ahmet Şık'ın Kitabı bende de var) waren bis zum 6. April ebenfalls mehr als 100.000 Leute beigetreten.
Der Islam-Experte Ruşen Çakır äußerte kurz darauf, das Buch reiche nicht aus, um die Gülen-Bewegung zu verstehen. Die Gülen-Bewegung sei vor allem gesellschaftlicher Natur.

### Reaktionen
Tausende Journalisten haben mehrfach gegen die Verhaftung von Ahmet Şık, Nedim Şener und insgesamt 66 weiteren Kollegen protestiert. Der Fall löste national und international heftige Kritik aus. Das türkische P.E.N.-Zentrum prangerte den Polizeieinsatz an. Die Organisation Reporter ohne Grenzen kritisierte die Staatsanwaltschaft und zweifelte daran, ob es tatsächlich um kriminelle Vorwürfe ging oder nicht in Wirklichkeit um Politik. Drei türkische Presseorganisationen verurteilten die Beeinträchtigung des Rechts, frei zu schreiben, als eine Verletzung des Artikels 29 der türkischen Verfassung. Kritik kam auch aus dem Büro des EU-Erweiterungskommissars Štefan Füle. Die Menschenrechtsorganisation Human Rights Watch sah in den Festnahmen eine abschreckende Wirkung (englisch chilling effect) auf die Pressefreiheit in der Türkei. Amnesty International rief die Türkei auf, ihre Gesetze zur Pressefreiheit zu überdenken. Der leitende Sonderstaatsanwalt Zekeriya Öz wurde im April 2011 wegbefördert.
Die Europäische Union zeigte sich in einer Resolution vom 9. März 2011 mit dem Titel Fortschrittsbericht 2011 zur Türkei besorgt über eine Verschlechterung im Bereich der Pressefreiheit; sie betonte, dass eine unabhängige Presse entscheidend für eine demokratische Gesellschaft ist, und beschloss, die Fälle von Nedim Şener, Ahmet Şık und anderen Journalisten zu verfolgen, die polizeilicher oder juristischer Schikane ausgesetzt sind. Präsident Abdullah Gül äußerte seine Besorgnis in Zusammenhang mit den Festnahmen, Ministerpräsident Recep Tayyip Erdoğan dagegen wies EU-Kritik an Verhaftung der Journalisten zurück: „Die EU soll sich an ihre eigene Nase fassen, wir setzen unseren Weg zu unserer Demokratie weiter fort.“ Die Medienexpertin der Organisation für Sicherheit und Zusammenarbeit in Europa (OSZE) Dunja Mijatovic appellierte in einem offenen Brief an Außenminister Ahmet Davutoğlu und die AKP-Regierung, die türkischen Mediengesetze den OSZE-Richtlinien zur Pressefreiheit schnellstmöglich anzugleichen. Premierminister Erdoğan wurde für den 13. April 2011 zur Parlamentarischen Versammlung des Europarates in Straßburg geladen, wo er Stellung zur Pressefreiheit beziehen sollte.

### Anklage und Haftentlassung im März 2012
Ende August erschienen in der türkischen Presse erste Meldungen über eine Anklageschrift. Die 134-seitige Anklageschrift nannte 14 Verdächtige, 12 von ihnen in Untersuchungshaft. Im Zentrum stand das Internet-Portal OdaTV. Den Angeklagten wurde vorgeworfen, sie hätten die bewaffnete Terrororganisation Ergenekon gegründet, geleitet oder ihr angehört, der Organisation geholfen, das Volk zu Hass und Feindschaft aufgestachelt, Dokumente über die Sicherheit des Staates bzw. geheime Dokumente besorgt, das Recht auf Privatsphäre verletzt, persönliche Daten gespeichert und den Versuch unternommen, faire Gerichtsverfahren zu beeinflussen.
Es ist die erste Anklageschrift, die der neu gegründeten 16. Kammer für schwere Straftaten in Istanbul vorgelegt wurde.
 Der Anklageschrift zufolge wurden Ahmet Şık und Nedim Şener beschuldigt, der Terrororganisation Ergenekon geholfen zu haben. Darauf steht eine Strafe von 7,5 bis 15 Jahren Haft. Die erste Verhandlung sollte am 22. November 2011 im Gerichtsgebäude von Çağlayan (Istanbul) stattfinden.
Şık und sein Kollege Nedim Şener wurden am 13. März 2012 vom Strafgericht Istanbul aus der Haft entlassen. Er äußerte nach seiner Entlassung die Überzeugung, dass eine fehlgeleitete Justiz dem Land weder Recht noch Demokratie bringen könne, und wies darauf hin, dass das Problem der Meinungsfreiheit nicht nur Journalisten betreffe, sondern auch noch 600 Studenten und 6.000 Personen im Rahmen des KCK-Verfahrens in Haft seien. Diejenigen Polizisten, Staatsanwälte und Richter, die hinter diesem Komplott steckten, würden hinter Gittern wandern. Diejenigen von der Gülen-Bewegung, die wie eine kriminelle Vereinigung innerhalb der Bürokratie agierten, seien hierfür verantwortlich.

## Verhaftung im Dezember 2016
Am 29. Dezember 2016 wurde Şık erneut festgenommen. Die staatliche Nachrichtenagentur Anadolu meldete, Şık werde Propaganda für eine terroristische Organisation und Beleidigung von Staatsorganen zur Last gelegt. Grundlage der Festnahme seien Artikel Şıks in der regierungskritischen Zeitung Cumhuriyet sowie von ihm gepostete Twitter-Kommentare. Grundlage der Verhaftung seien Artikel 7, Absatz 2 „Propaganda für eine terroristische Organisation“ des „Gesetzes zur Bekämpfung von Terrorismus“ sowie Artikel 301 des türk. StGB.
Die Staatsanwaltschaft warf Şık vor, er habe Propaganda für die verbotene kurdische PKK sowie für die Gülen-Organisation gemacht – also für jene Organisation, als deren scharfer Kritiker er sich einen Namen gemacht und von deren mutmaßlichen Anhängern innerhalb der Behörden er verfolgt worden war. Kurz vor der Festnahme hatte die regierungsnahe Tageszeitung Sabah über Şıks Artikel und Tweets berichtet. Die Staatsanwaltschaft stützte sich in ihrem Haftantrag auch auf diesen Sabah-Artikel.
Şık wurde nach seiner Verhaftung zunächst ins Gefängnis Metris gebracht. Danach wurde er ins Gefängnis Silivri verlegt, wo er bereits 2011 in Untersuchungshaft gesessen hatte.
In seiner Verteidigung vor Gericht äußerte er, nicht er, sondern Staatspräsident Recep Tayyip Erdoğan müsse wegen Komplizenschaft mit Gülen angeklagt werden. Er bestritt, jemals irgendwelchen legalen oder illegalen Organisationen angehört zu haben. Seine Bilanz: „Ich habe es durch meine journalistische Arbeit geschafft, der Buhmann jeder einzelnen politischen Periode zu sein. Für mich ist das eine Ehrenauszeichnung.“
Şık wurde am 9. März 2018 unter Auflagen aus der Untersuchungshaft entlassen.
Am 25. April 2018 verurteilte ein erstinstanzliches Gericht Şık und den Cumhuriyet-Chefredakteur Murat Sabuncu „wegen Unterstützung von Terrororganisationen“ zu je siebeneinhalb Jahren Haft. Akın Atalay erhielt eine über achtjährige Haftstrafe. Die drei sind frei, solange ihre Revisionsverfahren laufen.

## Politik
Knapp einen Monat vor der Parlamentswahl im Juni 2018 gab Şık bekannt, für einen Abgeordnetensitz der HDP zu kandidieren. Diesen konnte er auch (für die Provinz Istanbul) erlangen.
Am 23. Juli 2018 wurde er von mehreren Abgeordneten der AKP handgreiflich attackiert, als er im Parlament eine Rede hielt.
Am 4. Mai 2020 verkündete Şık seinen freiwilligen Austritt aus der Partei, aufgrund des innerparteilichen Demokratieverständnisses, was ihn zu einem unabhängigen Abgeordneten macht.

## Schriften
- Ergenekon’da Kim Kimdir? (deutsch: ‚Wer ist wer in Ergenekon‘) zusammen mit Ertuğrul Mavioğlu. İstanbul 2010, ISBN 978-605-375-037-6.
- Kontrgerilla ve Ergenekon’u Anlama Kılavuzu (deutsch: ‚Anleitung zum Verständnis von Konterguerilla und Ergenekon‘) zusammen mit Ertuğrul Mavioğlu. İstanbul 2010.
- İmamın ordusu (deutsch: ‚Die Armee des Imam‘), unveröffentlichtes Manuskript

## Auszeichnungen und Preise
- Bülent Dikmener Haber Ödülü (deutsch: Bülent-Dikmenler-Nachrichten-Preis), 1994[1]
- Türkiye Gazeteciler Cemiyeti Fotoğraf Ödülü (deutsch: Fotografiepreis des Türkischen Journalistenverbandes), 1995[1]
- Metin Göktepe Gazetecilik Ödülü (Metin-Göktepe-Journalismuspreis), 2001, 2002 und 2007[1]
  - Im Jahr 2001 für die beste Nachricht in der Druckpresse, der Artikel Die unterirdischen Mörder (türkisch: Yeraltındaki Katiller)[45]
  - Im Jahr 2002 Sonderpreis der Jury für die Nachricht Rückkehr zur Wahrheit (türkisch: Gerçeğe Dönüş)[45]
  - Im Jahr 2007 Sonderpreis der Jury für die Nachricht Es gibt zwei Arten von Journalisten: Gegner der Streitkräfte TSK und Anhänger der Streitkräfte (türkisch: İki tür gazeteci vardır: TSK karşıtları, TSK yandaşları)[45]
- Çağdaş Gazeteciler Derneği Haber Ödülü (deutsch: Nachrichten-Preis des Vereins der zeitgemäßen Journalisten) (2002-2003-2005)[1]
- Günter-Wallraff-Preis, 2016[46]
- UNESCO-Preis der Pressefreiheit, 2014[47]
- Raif Badawi Award for courageous journalists, auch „stellvertretend für alle Journalisten, die in türkischen Gefängnissen sitzen“, 2017[48]